# Girolamo Amaseo
Girolamo Amaseo (Udine, 10 settembre 1467 – Udine, 21 maggio 1517) è stato un umanista italiano.

## Biografia
Figlio di Giovanni Celio e di Benvenuta Radia, con il fratello Gregorio frequentò a Udine i corsi di lettere classiche tenuti da Marcantonio Sabellico e nel 1486 fu coadiutore del fratello dopo che questi assunse la cattedra lasciata libera Sabellico, partito per Venezia. Ancora con il fratello Gregorio fu laureato poeta a Duino dall'imperatore Federico III, il 2 settembre 1489.
Fu a Padova e poi, nel 1493, a Firenze, dove contava di studiare con il Poliziano e con Giano Lascaris e pubblicarvi sue poesie latine, ma inutilmente. Tornò allora in Veneto, spostandosi frequentemente tra Udine, Padova e Venezia: qui, nel 1499, a Luigi XII che, alleato con la Repubblica, aveva concluso vittoriosamente la guerra che gli procurò l'acquisto del Ducato di Milano, indirizzò il Vaticinium quo praedicetur uniuersum orbem terrarum christianae religionis imperium subiturum, in cui esortava il re alla conquista dell'Impero turco e alla conseguente cristianizzazione di tutta l'Europa: si sarebbe aperta allora la classica età dell'oro, come vaticinato da Virgilio 1500 anni prima. L'Ameseo rivestiva così, in formule retoriche, il desiderio del governo veneziano di ottenere l'appoggio francese alla guerra contro la Turchia, la potenza che ostacolava i liberi traffici della Repubblica con l'Oriente e, nello stesso tempo, sperava di ottenere un incarico nella corte francese attraverso i buoni uffici dell'ambasciatore Accurse Menyer, al quale dedicò l'esortazione. Le sue speranze andarono però deluse.
Nel 1503 ebbe un figlio naturale, Giovanni Celio, e si laureò a Padova nel 1505 in filosofia e medicina. L'anno dopo assunse la cattedra di umanità a Udine, che tenne fino alla morte. Nel 1513  si sposò con Anna del Torso: dalla loro unione nacque la figlia Dorotea.

## Opere
- Vaticinium quo praedicitur uniuersum orbem terrarum christianae religionis imperium subiturum, Venetiis 1499
- Ad lectorem carmen ex tempore editum, in «Franciscus Vidienus, Panaegyricus Leonardo Lauretano», Venetiis 1503
- Versi, in ms Ambrosianus A 187 sup.
- Lettere, in ms Ambrosianus A 59 inf.